# استان التو امازوناس
استان التو امازوناس (به اسپانیایی: Alto Amazonas Province) یک استان در پرو است که در منطقه لورتو واقع شده‌است.